# Calamagrostis austroscaberula
Calamagrostis austroscaberula är en gräsart som beskrevs av Rafaël Herman Anna Govaerts. Calamagrostis austroscaberula ingår i släktet rör, och familjen gräs. Inga underarter finns listade i Catalogue of Life.